# Puchar ZSRR w piłce nożnej kobiet
Puchar ZSRR w piłce nożnej kobiet (ros. Кубок СССР по футболу среди женщин, Kubok SSSR po futbołu sriedi żenszczin) - rozgrywki piłkarskie kobiet o charakterze pucharu krajowego w Związku Radzieckim. 

## Początki
Rozgrywki odbyły się tylko w 1991, tak jak potem ZSRR rozpadł się. Rozgrywane systemem wiosna - jesień (mecz i rewanż) najpierw w grupach, a potem dwumecze ćwierćfinałowe i półfinałowe. W finale Sibiriaczka Krasnojarsk  zwyciężyła w serii karnych 3:2 klub Prometej Sankt Petersburg. Oto skład pierwszych zdobywczyń: Lewczuk, Bogun, Korobicyna, Dikariowa, Gorbaczowa, Filutina (Janowskaja, 75), Zarienina, Iwanczenko (Grabielnikowa, 51), Tarasiewicz, Cariowa (Miszanskaja, 41), Sidorowa.

## Finały Pucharu ZSRR
| Sezon | Zdobywca                | Wynik      | Finalista                 |
| ----- | ----------------------- | ---------- | ------------------------- |
|       |                         |            |                           |
| 1991  | Sibiriaczka Krasnojarsk | 0:0, k.3:2 | Prometej Sankt Petersburg |